# Hr.Ms. Koningin Regentes (1902)
Hr. Ms. Koningin Regentes was een Nederlands pantserschip van de Koningin Regentesklasse, gebouwd door de Rijkswerf in Amsterdam.

## Specificaties
De bewapening van het schip bestond uit twee enkele 240 mm kanonnen, vier enkele 150 mm kanonnen, acht enkele 75 mm kanonnen en drie 450 mm torpedobuizen. Het pantser langs de zij van de romp was 150 mm dik en het pantser rond de geschuttorens 250 mm dik. Het schip was 96,622 meter lang, 15,189 meter breed en had een diepgang van 5,817 meter. De waterverplaatsing bedroeg 5002 ton. De machines van het schip leverden 6500 pk waarmee een snelheid van 16,5 knopen gehaald kon worden. Het schip werd bemand door 340 man.

## Dienst historie

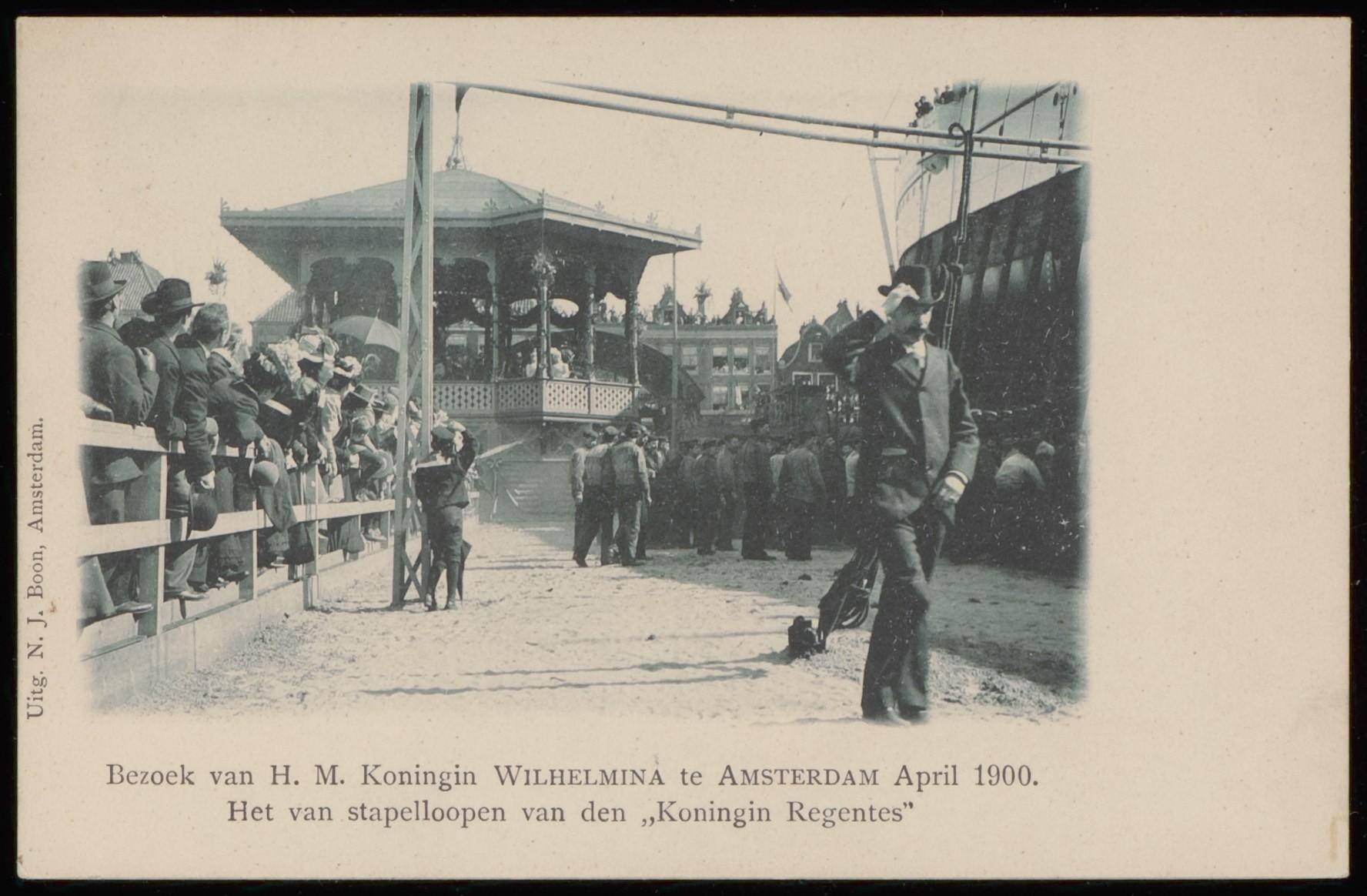
Tewaterlating van Hr.Ms. Koningin Regentes

Het schip werd op 24 april 1900 te water gelaten en gedoopt door de koningin-moeder Emma op de Rijkswerf te Amsterdam. Op 3 januari 1902 werd de Koningin Regentes in dienst genomen.
Op 11 maart dat jaar vertrekt het schip vanuit Vlissingen naar De West in verband met opgelopen politieke spanningen met Venezuela. Ze onderbreekt de reis om op 19 mei hulp te verlenen na een vulkaanuitbarsting op het Franse eiland Martinique van de vulkaan Mont Pelée. 4 april 1902 arriveert het schip samen met de Utrecht in de haven van La Guaira. Men is hier aanwezig na het door de Venezolaanse marine herhaaldelijk aanhouden van Nederlandse en Antilliaanse schepen.
In 1906 neemt het schip deel aan een expeditie naar Bali waar het op 16 en 17 september samen met De Ruyter en Zeeland Denpasar bombardeert. Waarna grondtroepen de plaats innemen en het gewapend verzet breken.
Op 10 augustus 1909 vertrekt het schip samen met De Ruyter en Maarten Harpertszoon Tromp vanuit Batavia voor een tocht naar de Filipijnen, Hongkong, China en Japan om de vlag te tonen.
Koningin Regentes en haar zusterschepen De Ruyter en Hr. Ms. Hertog Hendrik vertrekken vanuit Soerabaja voor vlagvertoon naar Australië op 15 augustus 1910. Op 19 oktober is men weer terug in Soerabaja. Tijdens de reis deden de schepen onder andere de havens van Brisbane, Melbourne, Sydney en Fremantle aan.
Op 4 april 1918 escorteren Koningin Regentes en De Zeven Provinciën de passagiersschepen Vondel, Kawi, Rindjani en Grotius naar Tandjong Priok. De schepen waren onderschept in het oostelijk deel van de Indische archipel. Dit gebeurde naar aanleiding van het confisqueren van Nederlandse koopvaardijschepen door Groot-Brittannië en de Verenigde Staten die zich hierbij beriepen op het angarierecht.
In 1920 werd ze uit dienst genomen.